# Пётр Великий (броненосец)
«Пётр Великий» — первый полноценный броненосец (мореходный монитор) российского флота. Один из сильнейших броненосцев своего времени.

## Строительство
Разрабатывался с 1867 года под девизом «Монитор-крейсер». Построен по проекту контр-адмирала А. А. Попова. Был близок по типу к британским броненосцам типа «Девастейшн» (1871).
Заложен на Галерном острове в 1869 году. Первоначально имел название «Крейсер». 30 мая 1872 года, в день 200-летия со дня рождения Петра I был переименован в «Пётр Великий».
В августе 1872 года корабль был спущен на воду и переведён в Кронштадт для достройки. Первым командиром корабля был назначен капитан 2-го ранга В. И. Попов. Достройка окончена в 1877 году. Первоначально квалифицирован как монитор, с 1 февраля 1892 года — эскадренный броненосец.
Вооружение состояло из четырёх 12-дюймовых (305-мм) орудий с длиной ствола в 20 калибров, размещённых по два в башнях системы Кольза на баке и юте. Кроме этого на корабле установили шесть 87-мм (4-х фунтовых) пушек, две картечницы Пальмгрена. Также были предусмотрены места для установки двух 9-дм (229-мм) мортир.

## Служба

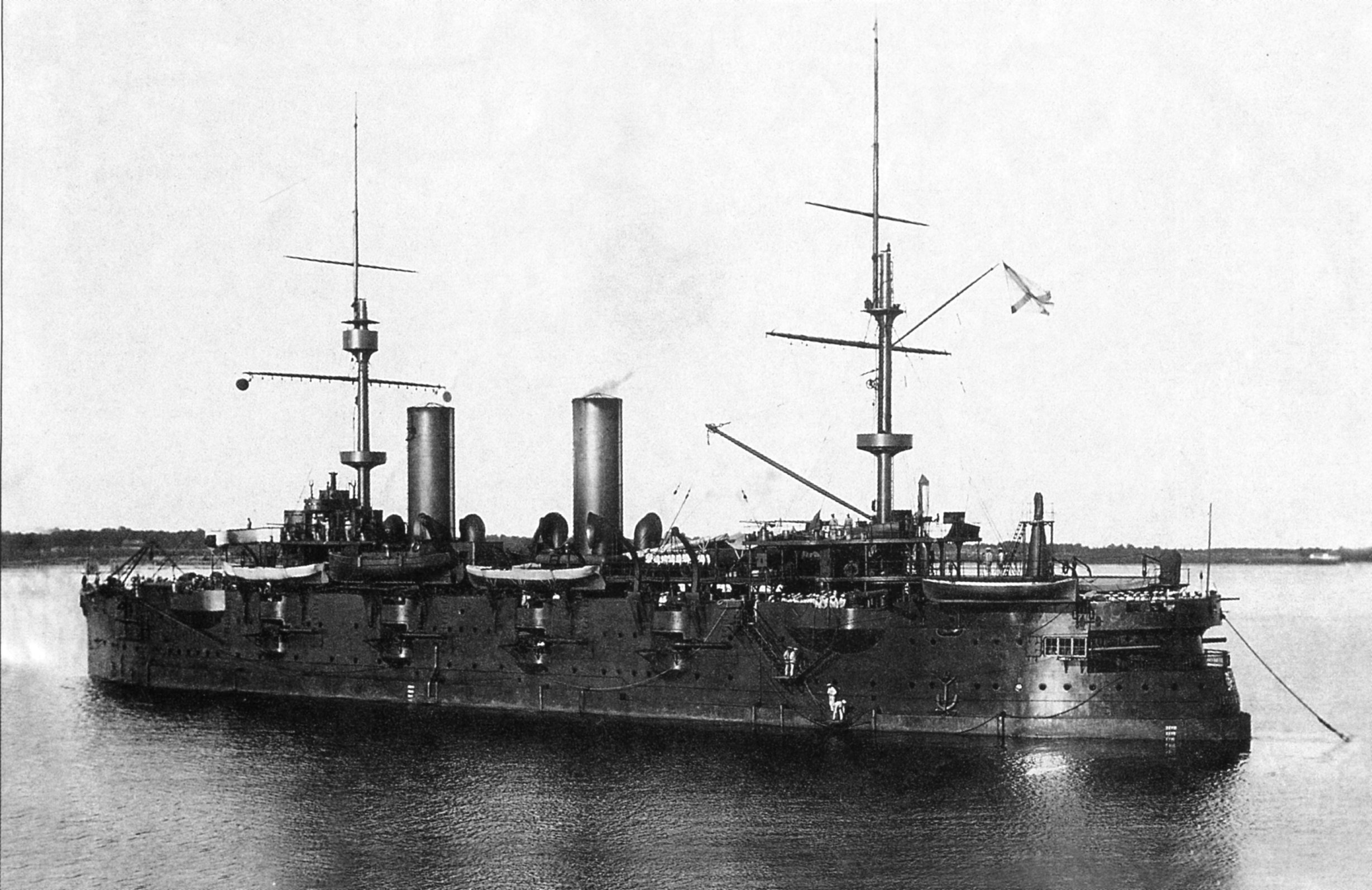
«Пётр Великий» после переоборудования в учебное судно

Машины оказались неудовлетворительными, и в 1881 году корабль был переоборудован в Глазго компанией англ. Randolph and Elder. Носовые минные шесты заменили двумя 381-мм торпедными аппаратами, установили  две вертикальные машины системы «компаунд» общей мощностью 8296 л. с и новые котлы. В результате водоизмещение броненосца составило 9395 т, а скорость увеличилась до 14,36 узла.
В 1898 году броненосец был выведен из состава действующего флота, разоружён (сняли башни главного калибра) и поставлен на прикол в Кронштадтском порту.
В 1903—1907 годах на Балтийском заводе переоборудован в учебный корабль для подготовки артиллеристов. Был надстроен надводный борт, артиллерию заменили на четыре 8-дюймовых орудия Кане в бортовых спонсонах и двенадцать 6-дюймовых орудий Кане, а также двенадцатью 75-мм, четырьмя 57-мм, восемью 47-мм, двумя 37-мм и двумя десантными орудиями.
С 1917 года использовался в качестве плавучей базы для подводных лодок Балтийского флота. 25—26 февраля 1918 года совершил переход из Ревеля в Гельсингфорс, а 11—14 апреля 1918 года оттуда в Кронштадт.
21 мая 1921 года разоружён и переформирован в минный блокшив Кронштадтского военного порта. 18 апреля 1959 года исключён из списков судов ВМФ.

## Командиры
- 01.01.1871[3] — ??.??.1873 — капитан 2-го ранга (с 08.04.1873 капитан 1-го ранга) Попов, Василий Иванович
- хх.хх.1874 — хх.хх.1880 — капитан 1-го ранга Вогак, Ипполит Константинович
- хх.хх.1880 — хх.хх.1880 — командующий капитан 1-го ранга фон Гольдбах, Дмитрий Николаевич
- 24.11.1880 — 25.04.1883 — капитан 1-го ранга Басаргин, Владимир Григорьевич
- хх.хх.1883 — хх.хх.1885 — капитан 1-го ранга фон Гольдбах, Дмитрий Николаевич
- хх.хх.1885 — 01.01.1887 — капитан 1-го ранга Верховский, Владимир Павлович
- 01.01.1887 — хх.хх.хххх — капитан 1-го ранга Благодарев, Вадим Васильевич
- хх.хх.1889 — хх.хх.1889 — капитан 1-го ранга Федотов, Александр Васильевич
- хх.хх.1890 — хх.хх.1890 — капитан 1-го ранга Реунов, Михаил Алексеевич
- хх.хх.1891 — хх.хх.1891 — капитан 1-го ранга Вилькен, Виктор Егорович
- 27.09.1891 — 01.01.1896 — капитан 1-го ранга Веселаго, Михаил Герасимович
- 01.01.1896 — 26.01.1898[4] — капитан 1-го ранга де Ливрон, Борис Карлович
- 26.01.1898[4] — хх.01.1900 — капитан 1-го ранга Кирсанов, Николай Герасимович
- 03.01.1900 — 01.01.1901 — капитан 1-го ранга князь Ухтомский, Павел Петрович
- 01.01.1901 — хх.хх.1901 — капитан 1-го ранга Невинский, Михаил Генрихович
- хх.хх.1903 — хх.хх.1904 — капитан 2-го ранга (с 06.12.1903 капитан 1-го ранга) Клапье де Колонг, Константин Константинович
- 02.08.1904 — 03.09.1905[5] — капитан 1-го ранга Чернышёв, Николай Кузьмич
- 28.08.1906 — хх.хх.1908 — капитан 1-го ранга Ивков, Николай Авенирович
- 28.01.1908 — хх.хх.1909 — капитан 1-го ранга Герасимов, Александр Михайлович
- 28.09.1909 — хх.хх.1913 — капитан 1-го ранга Одинцов, Евгений Николаевич
- 06.12.1913 — хх.хх.1914 — флигель-адъютант капитан 1-го ранга Кедров, Михаил Александрович

### Другие должности
- инженер-механик Ф. А. Брикс (в 1877 году)
- капитан 1-го ранга Ф. П. Шамшев (в 1913—1917 годах)

## В литературе и культуре

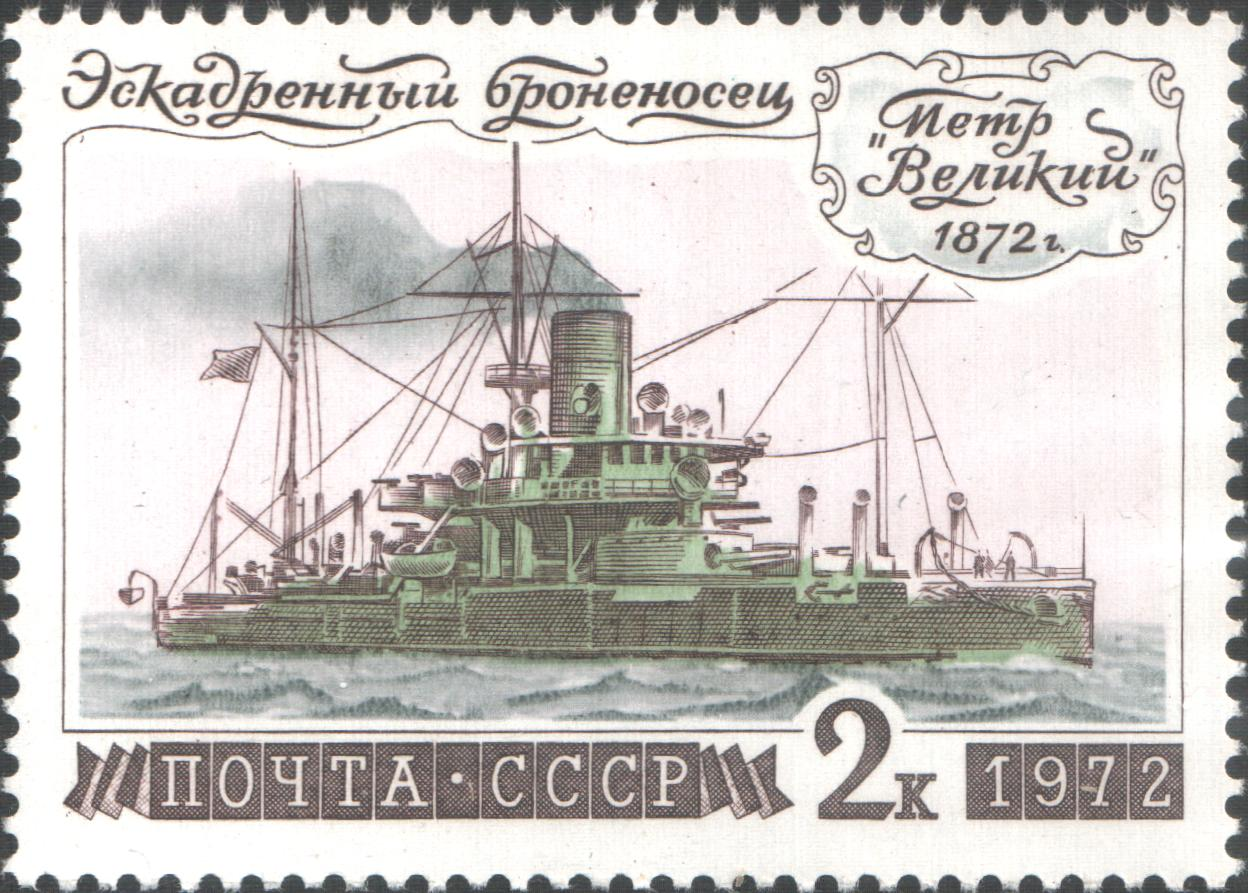
Марка СССР

- Марка СССРВ повести И. И. Ликстанова «Приключения юнги» (действие происходит в Кронштадте в 1925 году), юнга Виктор Лесков служит на минном блокшиве, который ранее был броненосцем.
- В 1972 году в СССР были выпущены почтовая марка и карточка для картмаксимума с изображением броненосца.